# Iris pallida
Espèce
Classification phylogénétique
L'Iris de Dalmatie, ou Iris pâle (Iris pallida) est une espèce de plantes vivaces du genre Iris native de la côte dalmate (Croatie), mais largement naturalisée ailleurs. L'espèce appartient à la sous-section Iris du genre Iris, ce qui signifie qu'il s'agit d'un Iris barbu qui se développe à partir d'un rhizome.

## Description
Dans son habitat d'origine, cet Iris préfère les endroits rocheux des zones méditerranéennes et subméditerranéennes et atteint les régions montagneuses, parfois au sud de son aire de répartition au Monténégro.
Ses feuilles sont bleu-vert et en forme d'épées de 40–50 cm (16-20 po) de longueur, et 2,5–3 cm (1-1,2 in) de largeur.
L'inflorescence, produite en avril, mai ou juin, est une hampe à branchements multiples (2 à 3 latéraux et 1 terminal), qui porte en général 5 à 9 fleurs au total.
La fleur, de couleur mauve pâle à blanchâtre, selon les sous-espèces, est très parfumée.

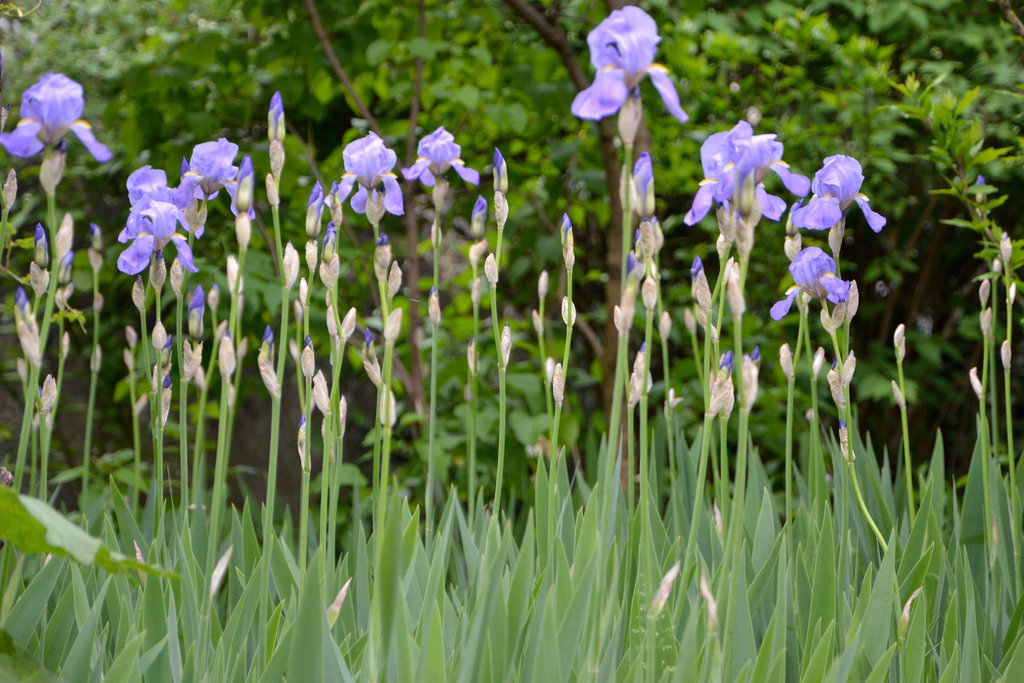
Iris pallida en massif - début de saison.

La hampe de 80 cm de hauteur moyenne peut, notamment en culture, couramment atteindre 110 cm, soit plus de deux fois plus haut que la feuille.
Iris pallida est facilement identifiable grâce aux spathes de sa fleur, entièrement scarieuses, à l'aspect de papier de soie, contrairement à la plupart des autres Iris barbus, dont les spathes sont, pour tout ou partie, vertes.

## Taxonomie

### Sous-espèces
Deux sous-espèces d'Iris pallida sont actuellement reconnues : 
- Iris pallida subsp. cengialti[2],[3], (avec fleurs violacées profondes) de Slovénie et d'Italie voisine,
- Iris pallida ssp. illyrica de la côte dalmate du Nord, anciennement nommé Iris pallida var. dalmatica.

Iris pallida ssp. pseudopallida de la côte dalmate Sud, est maintenant reconnu comme espèce, sous le nom de Iris pseudopallida (en).

### Formes

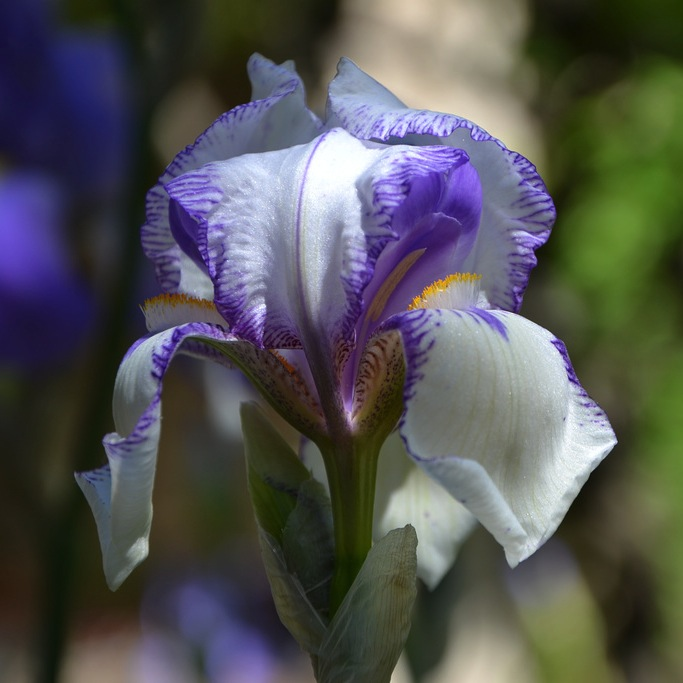
Iris pallida subsp. cengialti f. plicata ou Iris plicata

La forme plicata, collectée en 1612, nommée par erreur Iris swertii ou Iris 'Swerti' (reprenant ainsi l'orthographe erronée de Farr) serait une forme de la sous-espèce cengialti : Iris pallida subsp. cengialti f. swertii.
La hampe florale est beaucoup plus basse que celle d'Iris pallida type et sa fleur beaucoup plus petite.
Cet iris est très important dans l'histoire de l'hybridation : il est à la base de très nombreuses variétés horticoles de type plicata.

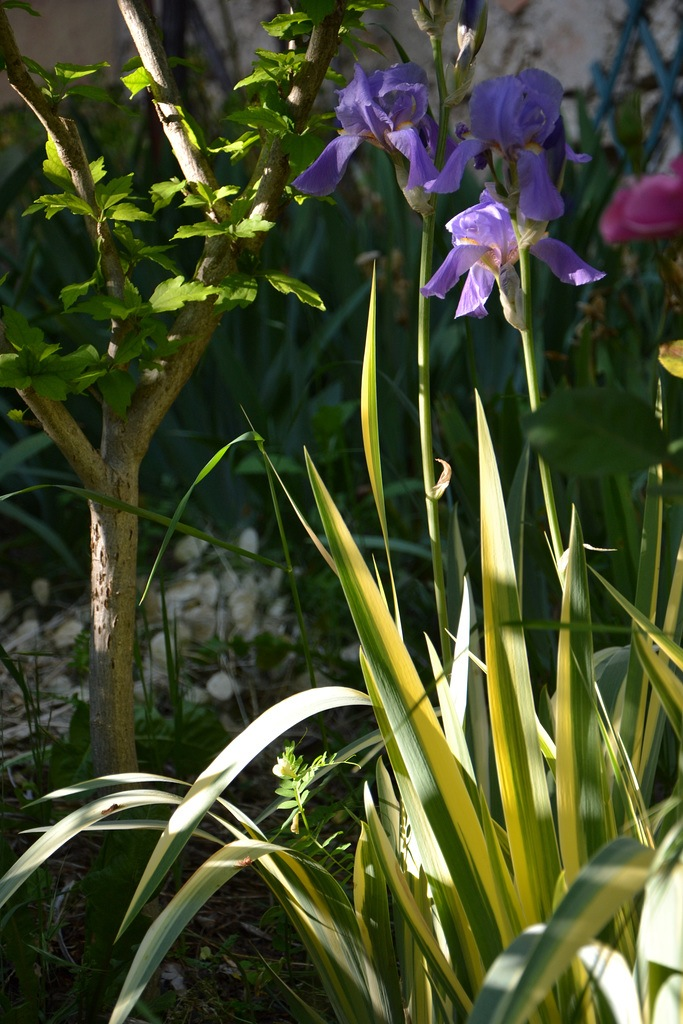
Iris pallida variegata au jardin

Deux cultivars d'Iris pallida présentent un feuillage panaché : Iris pallida variegata (panaché de jaune) et Iris pallida variegata 'Argentea' (panaché de blanc). Enregistrés respectivement vers 1900 pour la première et 1905 pour la seconde, on ignore s'il s'agit de cultivars spontanés ou d'obtention horticole.
Pour l'un comme pour l'autre, la fleur est identique à celle de l'espèce type, mais feuille et hampe sont plus basses. Ils sont généralement considérés comme des iris intermédiaires, au sens horticole.
Iris pallida variegata ne doit pas être confondu avec Iris variegata (en) qui est une autre espèce, à part entière.
Une forme de Iris pallida à fleur blanche, observée dans la région de Dubrovnik, est citée par Dykes (1913). Elle n'est pas à ce jour considérée comme sous-espèce.

## Culture
Il est cultivé comme plante de jardin et, commercialement, pour l'extraction d'huiles essentielles à partir de son rhizome. Dans la nouvelle la bûche, Guy de Maupassant parle de « l'odeur légère qui vous saute à l'odorat lorsqu'on ouvre une boîte de poudre d'iris florentine ». Une note de l'ouvrage précise que l'iris était très apprécié au XIXe siècle en parfumerie et que l'on cultive à cette fin la variété pallida qu'on appelait autrefois florentine
En tant que plante de jardin, il est depuis très longtemps acclimaté, à peu près dans toutes régions tempérées du globe, du fait de son excellente résistance et de son développement végétatif rapide. Il s'accommode en effet de toutes sortes de sols, riches ou pas, ne craint pas la sécheresse, apprécie les arrosages courants des jardins, supporte de très basses températures et présente également une bonne résistance au vent.
A la différence de l'espèce Iris germanica, souvent cité à tort comme à l'origine des célèbres iris de jardin, Iris pallida est une des principales espèces utilisées par les horticulteurs pour créer les dizaines de milliers de cultivars d'iris de jardin, depuis le tout début de l'histoire de l'hybridation.